# 빌라회색땃쥐
빌라회색땃쥐(Notiosorex villai)는 땃쥐과에 속하는 포유류의 일종이다. 멕시코 북동부 지역에서 발견된다. 이전에 크로퍼드회색땃쥐의 일부로 간주하기도 했지만 현재는 별도의 종으로 분류한다.

## 분포 및 서식지
두 군데 고립된 산악 계곡의 세 지점에서만 알려져 있다. 소나무와 참나무 숲, 열대 숲, 강가 숲에서 서식한다. 현재 알려진 분포 지역보다 더 넓은 지역에 서식하는 것으로 추정된다.